# شانون الیزابت
شانون الیزابت (انگلیسی: Shannon Elizabeth؛ زاده ۷ سپتامبر ۱۹۷۳) یک هنرپیشه، و مانکن (فرد) اهل ایالات متحده آمریکا است. وی از سال ۱۹۹۶ میلادی تاکنون مشغول فعالیت بوده است.
از فیلم‌ها یا برنامه‌های تلویزیونی 
که وی در آن نقش داشته است می‌توان به فیلم ترسناک، پای آمریکایی، کلوچه آمریکایی۲، جی و باب ساکت پاتک می‌زنند، نفرین‌شده، تامکتس، سیزده روح، من و بچه و بزرگ اشاره کرد.